# 一宮市立木曽川市民病院
一宮市立木曽川市民病院（いちのみやしりつきそがわしみんびょういん）は、愛知県一宮市にある医療機関。一宮市が運営する公立病院である。

## 概要
元は旧葉栗郡木曽川町が運営していた木曽川町立木曽川病院（きそがわちょうりつきそがわびょういん）で、2005年（平成17年）4月1日に町の一宮市編入に合わせて改称した。
診療科は6科。病床数は138床（一般90床、回復期リハビリテーション病棟48床）。

## 診療科
- 内科
- 循環器内科
- 外科
- 整形外科
- 眼科
- リハビリテーション科

## 所在地
- 一宮市木曽川町黒田字北野黒165番地

## 沿革
- 1950年（昭和25年）：木曽川町国民健康保険直営木曽川診療所として開業。診療科は内科、外科、小児科の3科であった。
- 1952年（昭和27年）：木曽川町立木曽川病院に改称。産婦人科と眼科を設置し、木曽川町里小牧字道路寺45番地に木曽川町立木曽川病院付属西診療所を開設。
- 1964年（昭和39年）：整形外科を設置。
- 1967年（昭和42年）：付属西診療所を火災で全焼。同年に再建。
- 1971年（昭和46年）：医師不足につき、付属西診療所を閉鎖。
- 1972年（昭和47年）：医師不足につき、眼科、小児科を閉鎖。
- 1975年（昭和50年）：医師不足につき、産婦人科を閉鎖。
- 1989年（平成元年）：新館完成。耳鼻咽喉科、リハビリテーション科を新設。
- 1997年（平成9年）：付属西診療所を正式に廃止。
- 2001年（平成13年）：眼科を復活。
- 2005年（平成17年）4月1日：市町村合併に伴い、一宮市立木曽川市民病院に改称。
- 2006年（平成18年）：耳鼻咽喉科を閉鎖。同年7月、病院機能評価の認可を受ける。

## 交通機関
- JR東海道本線 木曽川駅より徒歩で約5分。
- 名鉄名古屋本線 黒田駅より徒歩で約10分。
- 一宮市循環バス（i-バス）：木曽川・北方コース「木曽川市民病院」バス停下車、徒歩ですぐ。

## その他
一宮市の市民病院は旧木曽川町、旧尾西市それぞれの公設病院も取り込んでおり、市町村合併直後には4箇所の病院が存在した。しかし民間への譲渡が進み、2009年（平成21年）4月時点では一宮市立市民病院とこの木曽川市民病院の2箇所のみとなっている。